# Степанівка (Нікопольський район)
Степа́нівка — село в Україні, у Томаківській селищній громаді Нікопольського району Дніпропетровської області. Населення — 313 мешканців.

## Географія
Село Степанівка розташоване на відстані 1 км від села Високе, за 2 км від села Урожайне і за 2,5 км від сіл Гарбузівка і Катьощине. Селом протікає пересихаючий струмок з загатою. Поруч проходять автошлях територіального значення Т 0420 та залізнична лінія, на якій розташований пасажирський зупинний пункт Платформа 146 км за 2,5 км.